# Анслі (Небраска)
Анслі (англ. Ansley) — селище (англ. village) в США, в окрузі Кастер штату Небраска. Населення — 459 осіб (2020).

## Географія
Анслі розташоване за координатами 41°17′16″ пн. ш. 99°22′57″ зх. д. / 41.28778° пн. ш. 99.38250° зх. д. (41.287901, -99.382546).  За даними Бюро перепису населення США в 2010 році селище мало площу 1,54 км², уся площа — суходіл. В 2017 році площа становила 1,86 км², уся площа — суходіл.

## Демографія
Згідно з переписом 2010 року, у селищі мешкала 441 особа в 202 домогосподарствах у складі 121 родини. Густота населення становила 287 осіб/км².  Було 256 помешкань (167/км²).
Расовий склад населення:
| - 98,0 % — білих - 0,5 % — корінних американців - 1,4 % — осіб інших рас |

До двох чи більше рас належало 0,2 %. Частка іспаномовних становила 1,4 % від усіх жителів.
За віковим діапазоном населення розподілялося таким чином: 19,0 % — особи молодші 18 років, 56,1 % — особи у віці 18—64 років, 24,9 % — особи у віці 65 років та старші. Медіана віку мешканця становила 46,5 року. На 100 осіб жіночої статі у селищі припадало 101,4 чоловіків;  на 100 жінок у віці від 18 років та старших — 95,1 чоловіків також старших 18 років.
Середній дохід на одне домашнє господарство  становив 51 790 доларів США (медіана — 39 722), а середній дохід на одну сім'ю — 57 089 доларів (медіана — 50 469). Медіана доходів становила 37 250 доларів для чоловіків та 33 750 доларів для жінок. За межею бідності перебувало 9,6 % осіб, у тому числі 4,7 % дітей у віці до 18 років та 8,0 % осіб у віці 65 років та старших.
Цивільне працевлаштоване населення становило 204 особи. Основні галузі зайнятості: виробництво — 19,1 %, роздрібна торгівля — 14,2 %, сільське господарство, лісництво, риболовля — 14,2 %.